# La Cité des Ténèbres
Pour l’article homonyme, voir La Cité des ténèbres.
La Cité des Ténèbres est un roman français de science-fiction écrit par Léon Groc et publié initialement en feuilleton sous le titre Les Habitants de la Grande Caverne entre 1925 et 1926. Il s'agit d'une version remaniée et augmentée de sa nouvelle Deux mille ans sous la mer publiée l'année précédente dans la revue Sciences et Voyages. Lors de sa publication en format relié aux éditions Tallandier en 1926, le roman prend son nom définitif de La Cité des Ténèbres.
Ce récit d'une expédition dans une gigantesque grotte sous la mer Méditerranée s'inscrit dans la continuité des romans d'aventures écrits par Jules Verne sur le thème des fictions souterraines et renvoie à des théories scientifiques popularisées au début du XXe siècle comme le darwinisme.

## Résumé
En inspectant les travaux d’un tunnel en cours de construction depuis Piombino en Italie en direction de la Corse, un groupe de sept personnes, dont une jeune femme, est arrêté par un mystérieux mur construit de la main de l'homme et, après un éboulement, se retrouve prisonnier d’une grande caverne souterraine. Cette caverne est habitée par une civilisation de descendants d’antiques Chaldéens qui se sont adaptés à ce milieu spécial — ils n'ont plus d'yeux, ce que compense un nouveau sens du « toucher à distance » — mais aussi par des hordes d’hommes-singes qui leur livrent une guerre sans merci.
Après avoir aidé les « hommes sans yeux » à vaincre leurs ennemis héréditaires, les sept héros s’embarquent sur un gigantesque lac qu’ils parviennent à traverser, rencontrent un triceratops puis, bloqués sous le cône d’un volcan éteint de Mésopotamie, ne doivent leur salut qu’à des archéologues en mission. Le récit se termine par l'annonce d'un violent tremblement de terre en Italie, supposé avoir définitivement détruit toute trace de la caverne et de la civilisation antique qui l'habitait.

## Personnages principaux
- René Beaumont (secrétaire de Jérôme Bricardi) ;
- Berluret (homme à tout faire) ;
- Jérôme Bricardi (milliardaire) ;
- Paulette Bricardi (fille de Bricardi) ;
- Clément-Martin (philologue, ami de Bricardi) ;
- Robert Darcet (journaliste à l'Intransigeant) ;
- Jean Fortier (ingénieur).

## Thèmes et contexte scientifique
Le roman de Léon Groc exploite un thème classique — la découverte d'une civilisation inconnue — dans un roman scientifique héritier de l'œuvre de Jules Verne. Se retrouve également dans ce livre l'argument du Voyage au centre de la Terre avec le périple sur un grand lac et la confrontation avec des dinosaures. La guerre que se livrent les descendants aveugles des Chaldéens avec une peuplade d'hommes-singes, qualifiés de « chaînons manquants », ainsi que la tentative avortée d'évasion par un ballon à air chaud évoquent des épisodes analogues dans Le Monde perdu d'Arthur Conan Doyle.
Les hommes sans yeux sont, d'après l'explication donnée dans la nouvelle par le savant Clément-Martin, l'aboutissement d'une évolution darwinienne, théorie introduite dans les œuvres de science-fiction de la fin du XIXe et du début du XXe siècle.

## Publications
Entre le 17 novembre 1925 et le 26 janvier 1926, Léon Groc publie en feuilleton dans l'hebdomadaire Le Petit Inventeur, une version réécrite de sa nouvelle Deux mille ans sous la mer. Paraissant sous le titre de Les Habitants de la grande caverne, ce roman-feuilleton est accompagné des dessins de Maurice Toussaint.
Il publie en librairie son roman en 1926, dans la collection « Bibliothèque des Grandes Aventures » des éditions Tallandier sous le nouveau titre de La Cité des Ténèbres. Neuf ans plus tard, ce roman paraît à nouveau sous forme de feuilleton hebdomadaire dans Le Dimanche illustré entre le 29 septembre 1935 et le 23 février 1936, accompagné d'illustrations de Georges Dutriac, puis de nouveau en feuilleton dans Mon journal n°1 du 8 août 1946 au n°38 du 22 mai 1947 avec les illustrations de Rémy Bourlès.
Tandis que Jules Tallandier réédite le roman à trois reprises entre 1936 et 1952, en 2011 ce sont les éditions des Moutons électriques qui publie le récit dans le recueil La Cité des Ténèbres et autres voyages excentriques aux côtés d'Une Invasion de Sélénites (initialement paru en 1929 sous le titre La Révolte des pierres) et La Planète de cristal (initialement paru en 1943 sous le titre La Folle Équipée du « Bolide »). Enfin, Les Moutons électriques publient le roman en 2022 dans la collection « Hélios » qu'ils partagent avec les éditions Mnémos et ActuSF.

### Rapport à la nouvelle de 1924
Par rapport à Deux mille ans sous la mer, le nom des personnages est changé, le tunnel part d'Italie et non de la Côte d'Azur, les péripéties avec les hommes-singes et le triceratops sont ajoutées, et, à la fin, les héros sont tous sauvés.